# 13 ore: soldații secreți din Benghazi
13 ore: soldații secreți din Benghazi (titlu original: 13 Hours: The Secret Soldiers of Benghazi) este un film american biografic din 2016 regizat de Michael Bay despre atacul de la Benghazi din 2012. Rolurile principale au fost interpretate de actorii James Badge Dale, John Krasinski și Max Martini.  A fost nominalizat la Premiul Oscar pentru cel mai bun sunet la Premiile Oscar 2017.

## Prezentare
La 11 septembrie 2012, la ora locală 21:40, membrii Ansar al-Sharia au atacat complexul diplomatic american din Benghazi, ceea ce a dus la moartea ambasadorului Statelor Unite în Libia, J. Christopher Stevens, și a ofițerului de gestionare a informațiilor din Serviciul Extern al SUA, Sean Smith. În jurul orei 4:00 a.m. pe 12 septembrie, grupul a lansat un atac cu mortiere împotriva unei anexe CIA aflată la aproximativ 1,6 km distanță, ucigând doi contractori CIA Tyrone S. Woods și Glen Doherty  și rănind alți zece.

## Distribuție

### Echipa GRS
- John Krasinski[19] – cel mai nou membru al echipei și fost membru US Navy SEAL[20]
- James Badge Dale[21] – Tyrone S. "Rone" Woods, commander of the GRS team and former US Navy SEAL
- Max Martini[22] – Mark "Oz" Geist, team member and former US Marine
- Dominic Fumusa – John "Tig" Tiegen, team member and former US Marine[23]
- Pablo Schreiber[24] – Kris "Tanto" Paronto, team member and former US Army Ranger
- David Denman[25] – Dave "Boon" Benton, team member and former US Marine Scout Sniper
- Toby Stephens – Glen "Bub" Doherty, GRS operator in Tripoli, former US Navy SEAL, and good friend of Woods and Silva

### CIA
- Alexia Barlier – Sona Jillani, un agent  CIA sub acoperire în Libia
- Freddie Stroma – Brit Vayner, un agent  CIA sub acoperire în Libia[26]
- David Costabile – "Bob" aka. "The Chief", the Benghazi CIA Chief-of-Station
- Shane Rowe – CIA Annex Cook, who participates in the defense of the Annex
- Gábor Bodis – CIA Agent, a security officer

### Departamentul de Stat al Statelor Unite ale Americii
- Matt Letscher – J. Christopher Stevens, US Ambassador to Libya[27]
- David Giuntoli – Scott Wickland, DSS Agent
- Demetrius Grosse – Dave Ubben, DSS Agent
- David Furr – Alec Henderson, DSS Agent
- Davide Tucci – Defense Attaché
- Christopher Dingli – Sean Smith, an IT specialist

### Civili
- Wrenn Schmidt – Becky Silva, soția lui Jack Silva
- Peyman Moaadi – Amahl, un traducător local